# Bugle Cays
Bugle Cays är öar i Belize.   De ligger i distriktet Stann Creek, i den sydöstra delen av landet, 100 km sydost om huvudstaden Belmopan.